# Andi Rye
Andi Rye (Los Ángeles, California; 17 de mayo de 1993) es una actriz pornográfica y modelo erótica estadounidense.

## Biografía
Andi Rye nació en mayo de 1993 en los suburbios de Los Ángeles, California. Comenzó su carrera en la industria del entretenimiento para adultos trabajando como estríper en diversos clubes del Condado de Los Ángeles, así como de modelo erótica en algunas publicaciones de Nueva York.
Después de regresar a California, donde residió en Long Beach, y tener algunos trabajos temporales en empresas como Starbucks, decidió darse a conocer en la industria pornográfica, en la que debutó como actriz en abril de 2017, a los 23 años.
Ha trabajado para estudios como New Sensations, Evil Angel, Lethal Hardcore, Reality Kings, Tushy, Mofos, Naughty America, Digital Sin, Le Wood Productions, Swallowed, Babes o Severe Sex, entre otros.
En 2017 grabó sus primeras escenas de sexo anal en Jezebel Audition, para Tushy con Manuel Ferrara, y de doble penetración, en un vídeo sin título publicado para la web de Pierre Woodman.
Ha rodado más de 210 películas.
Algunas películas suyas son Anal Brats 5, Girl Scout Nookies 5, He Made My Wife Squirt, Hookup Hotshot Keeping It Casual, Mick's Anal Teens 6, She Likes It Rough 2, Swallowed 12 o Watching My Hotwife 3.

## Premios y nominaciones
| Año  | Ceremonia         | Resultado | Premio                        | Trabajo                                                 |
| ---- | ----------------- | --------- | ----------------------------- | ------------------------------------------------------- |
| 2019 | Spank Bank Awards | Nominada  | Most Photogenic Nymphomaniac  | —                                                       |
| 2020 | Premios AVN       | Nominada  | Mejor escena de sexo en grupo | Masochistic Anal Sluts Suffer and Squirt for BDSM Party |